# Hønsinge Lyng
Hønsinge Lyng – miasto w Danii, w regionie Zelandia, w gminie Odsherred.